# 브래드 도리프
브래드 도리프(영어: Brad Dourif, 1950년 3월 18일 ~ )는 미국의 배우이다. 영화 《뻐꾸기 둥지 위로 날아간 새》의 빌리 비빗 역으로 유명하며, 이 역할로 골든 글로브와 아카데미 남우조연상을 수상했다. 또 사탄의 인형 시리즈의 처키(찰스 리 레이)역, 반지의 제왕 시리즈의 그리마 역으로도 알려져 있다.

## 출연 작품
- 반지의 제왕2
- 반지의 제왕3
- 사탄의 인형
- 에일리언 4